# توماس غونزاليس إسترادا
توماس غونزاليس إسترادا (بالإسبانية: Tomás González Estrada)‏ هو اقتصادي كولومبي، ولد في 1969 في بوغوتا في كولومبيا.